# Візантя-Менестіряске
Візантя-Менестіряске (рум. Vizantea Mănăstirească) — село у повіті Вранча в Румунії. Входить до складу комуни Візантя-Лівезь.
Село розташоване на відстані 180 км на північ від Бухареста, 45 км на північний захід від Фокшан, 144 км на південний захід від Ясс, 115 км на північний захід від Галаца, 97 км на північний схід від Брашова.

## Населення
За даними перепису населення 2002 року у селі проживали 1653 особи, з них 1651 особа (99,9%) румунів. Рідною мовою 1651 особа (99,9%) назвала румунську.